# Епидемија куге у Дубровнику 1348—1349.
Епидемија куге у Дубровнику 1348—1349. једна је од масовнијих епидемија која је владала у овом приобалном граду са изразито трговински оријентисаном привредом и саобраћајем, што га је на неки начин чинило предодређеним и погодним за појаву ове пошасти. Према досадашњим истраживањима, европски историчари закључили су; да је куга „дошла у град“ 1348. године и да јој је требало да овлада Дубровником, временско раздобље - које је од доласка првих заражених до избијања епидемије, приближно трајало шест недеља.
Према хроничару Николи Рагнину, болест је у Дубровник дошла 15. јануара 1348. године, проширила се читавим дубровачким подручјем и задржала седам месеци, а њене последице осећале су се још читаве наредне три године.
Током марта 1348. епидемија је узела маха и проширила се у друге далматинске градове. О томе сведоче записници млетачког Већа умољених с краја марта 1348. године. Чини се да се и сама Серенисима тих месеци нашла страшно погођена, јер је на изјаве и вапај за помоћ Трогирана и Сплићана и страшан помор у овим градовима одговорила само речима сажаљења. Према свему судећи, болест се из ових градова проширила и ка далматинском залеђу. О томе посредно сведочи податак да су почетком марта грађани Сплита и Трогира желели помоћи кнезу Младену Шубићу, који се нашао покошен болешћу. Међутим болест је била јача и кнез Младен је почетком маја преминуо у Трогиру.
Озбиљност епидемије била је велика јер је током марта болест узела толико маха, не само у самом граду Дубровнику, већ и на читавој источно-јадранској обали. У ширења заразе на Јадрану у потпуности се уклапа и шири простор Венеције, где је епидемија завладала крајем јануара 1348. године а разбуктала се управо у периоду од марта до јуна 1348. године.

## Основни појмови о куги
Куга је једна од најопаснијих, епидемијских, акутних векторски заразних болести, која иако је била позната више од хиљаду година (углавном по страховитих последица), њен узрочник откривен је тек крајем 19. века, од стране двојице бактериолога - Јапанца Шибасабуре Китасатоа и Швајцараца Алекандра Јерсин. Они су уз помоћ микроскопа године 1894. први пут изоловали бацил куге, који је по једном од научника назван Јерсинија пестис, позната под називом и Пастурела пестис (Yersinija pestis-Pasteurella pestis).
Бацил куге који примарно живи на дивљим глодарима, заједно се бувом која паразитира на тим глодарима представљају вектор преноса заразе. Људска бува (pulex irritans) обично не представља опасност, јер готово никад не постаје преносилац, међутим врста буве (xenopsylla cheopsis), која живи на малим глодарима, најчешћи је и главни преносилац куге. Инкубација траје од 2 до 15 дана, најчешће 4-5 дана у зависности од облика болести.
Најчешћи је бубонски (жлездани) облик који се карактерише појавом отока лимфних жлезди - бубона у пределима пазуха и препона (понекад и врата) и стварањем карбункула на кожи. Овај облик куге смртоносан је у 30-75% случајева. Други је плућни облик куге (понекад се назива и капљични), који је знатно ређи и манифестује се снажном упалом плућа, температуром и крвавим кашљем. Редовно завршава смрћу у 95%случајева. Трећи облик куге је септични облик, који се карактерише високом и наглом температуром и инфекцијом крви, након које, скоро редовно, смрт наступа врло брзо.
Као епидемијска болест куга је одавно нестала из Европе, али и даље тиња у појединим жариштима широм света. Многе непознанице везане за њу су решене и узрочник је познат. Примарни вектор одговоран за масовно ширење куге је мишја бува, која узрочника куге примарно шии међу глодарима, а преко њих и међу људима. Интерхумани пренос капљичном инфекцијом је редак и данас се лечи антибиотицима, а произведене су и вакцине, које успешно штите против куге.
Сматра се да су историји човечанства постојале три велике пандемије;
- Прва — која је започела у 6. веку, око 540. године у Византијском царству за владавине цара Јустинијана
- Друга (позната као "Црна смрт" ) — јавила се половином 14. века и од које је умрла трећина европске популације. У ову епидемију спада и она која се догодила у Дубровнику 1348/49. године.
- Трећа — која се проширила из Кине у Хонг Конг крајем 19. века. Од ње су у Кини и Индији умрли милиони људи.[10][11][12][13]

Такође, у литератури се наводи да је до 1500. године после Христовог рођења, било 109 епидемија куге, од чега је 45 епидемија било од 1500. до 1720. године.

## Услови који су владали у време избијања епидемије
Пандемија, која је захватила Европу, а у њој Далмацију и Дубровник била је на врхунцу у 14. веку а завршила се тек с краја 17. века. Сматра се да се куга прво појавила у Кини и Индији и потом проширила на централну Азију. Новија истраживања гробова и костију оболелих доказала су да се заиста радило о епидемији куге, за разлику од других епидемија чији узрочник је остао неразјашњен. Сматра се, да су за поновну појаву куге након Јустинијанове куге, на европском континенту били одговорни Монголи (Татари). Њихова освајања на азијском континенту током 13. и 14. века и номадски начина живота, који се одвијао у сталном кретању, омогућио је непрестано ширење куге.
Део историчара наводи, да су крсташи, враћајући се из Свете земље у 12. и 13. веку, убрзали њено ширење.
Прво су биле нападнуте земље дуж трговачких путева, а из њих се куга ширила на исток, запад и север. Појава „Црне смрти“ (како су је назвали због велике смртности), 1348. године обележила је средњи век, јер се Запад никад пре није суочио са епидемијом, таквих размера и последица, која је према проценама становништво појединих земаља смањила за две трећине. Број оболелих и преминулих варирао је од регије до регије па се процене губитака крећу од једне до три четвртине укупног броја становништва.
Појави куге претходиле су године глади почетком 14. века те стални ратни сукоби. Међу најзначајнијим ратним сукобима у овом историјском периоду био је „Стогодишњи рат“, вођен између Енглеске и Француске. У другим европским регионима такође су ратна збивања обележавала другу половину 13. и прву половину 14. века. Тако је средоземни простор био поприште сукобом између Венеције и Ђенове, двају градова који су се борили за трговачку доминацију на Средоземљу. На истоку средоземног базена, Византија је водила борбу са Османлијама, чија је ратна моћ почетком 14. века доживљава један од својих успона.
Један од фактора који је свакако погодовао страхотама куге по становништво била је густина насељености, у градским заједницама, и све израженија миграција становништва током ратова, непросвећеност становништва, као и непрестани развој трговачких и саобраћајних веза.

## Пропусти дубровачких власти
Према записницима рада дубровачких већа, јавни живот у Дубровнику био је подложан одлукама законодавних и управљачких тела дубровачке општине. Дубровачки већници Великога већа нису довољно озбиљно схватили појаву већег броја болесних и умрлих на острву Шипан, па је изостала и енергична реакција на прве знаке епидемије на њихову подручју, а тиме и конкретна и организована „одбрана града“, која је убрзо постала више него неопходна. Већници, због незнања, највероватније, нису били свесни природе болести и опасности њеног узрочника, и овом проблему приступили су бирократски - накнадним решавањем последице које су резултовале нередом у управа и устаљеном начину живота града.
Поред незнања, један од разлога зашто владари Дубровника нису одмах изоловали заражено острво вероватно су били економске природе - нису хтели непотребно проширити панику и тиме привремено искључити свој град са трговачке карте источнога Јадрана. Слично су поступале и власти у другим трговачким градовима у Далмацији, мада је било и градских магистрата који су се другојачије понели на појаву епидемије.
Један од првих проблема који је покренуо Дубовачку власт на акцију била је немогућност легалног извршења опорука услед смрти сведока и нотара. Проблем су покушали да реше тако што су крајем фебруара и почетком марта основали тело да реши овај административни застој. Међутим, уместо да реши основни узрок епидемије, власт је својим погрешним одлукама изазвала још већи хаос, у администрацији извршења опорука.
Минимално предузете мере нису донеле резултата, па се епидемија врло брзо се острва Шипана проширила на град. Дубровнику је убрзо запретило стање потпуног хаоса. Тек тада је дубровачкој властели постало јасно да је неопходна њихова хитна и рационална реакција, јер је већ у марту смртност достигла толике размере да градска гробља нису била у стању да прихвате све већи број нагло преминулих.

## Ток епидемије
Према веродостојним чињеницама епидемија је прво избила на острву Шипан, до којег засигурно дошла морским путем, највероватније на млетачким лађама које су, једнако као и ђеновешке, носиле „Црну смрт“ као успутни и нежељени терет заједно са робом са Блиског истока.
„Црна смрт“ свој пут ширења болести и смрти започела у Месини у септембру 1347. године, да би већ у децембру захватила и Регије у Калабрији, а до јануара 1348. проширила се до Ђенове и Пизе. У Венецији епидемија је регистрована крајем јануара и почетком фебруара 1348. године, тако да се дубровачка регија сасвим добро уклапа у овакав календар куге на подручју јадранског басена.
Међутим не треба искључити и могућност да је епидемија дошла копненим путем из дубровачког залеђа или са Балкана копненим путем, јер је Дубровник од почетка 13. века имао врло развијене копнене трговачке везе са крајевима у свом залеђу, и осталим земљама Балканског полуострва.

## Вишевековне последице
Куга је имала велики демографски утицај на становништво тог периода, због смањена војне моћи, пореских прихода, пољопривреде, који су били неопходни за одржавање развоја државе и војске. У периоду више од два века, куга је паралисала и већину трговина и трговинске размене. Иако се Европа постепено успевала опоравити, начин на који су Европљани од тад почели гледати на смрт, веру и живот више није био сасвим исти.
И поред оскудних података, претпоставља се да су епидемије у 14. веку (1348, 1378, 1397. године) тешко погодиле не само Дубровник већ све далматинске градове и знатно измениле њихову друштвену структуру. Тако је, због помора племства у Шибенику недостајао кворум у градском већу у Шибенику, тако да је 20 пучана морало добити племићке титуле. Епидемије, су имале своје „репове“ и у 15. веку. Сматра се да је у Задру између 1418. и 1500. година било 12 епидемијских таласа, док је епидемијски талас који је трајао од 1526. до 1527. године усмртио половину становника Сплита.
О куги у Хрватском приморју, Истри, Кварнеру и континенталном делу Хрватске зна се мање него о куги у Далмацији, и посебно у Дубровнику. Спомиње се куга у Ријеци 1599, али се претпоставља да је и Ријеку и Истру погодила "Црна смрт" 1348. године, а постоје подаци који наводе да је само Раб у шест месеци 1562. од куге изгубио три четвртине становништва. У самом граду остало је стотинак становника, а на целом острву једва девет стотина.

## Искуства из епидемије преточена у противепидемијске мере
Након епидемије куге, која је у више наврата харале простором Дубровника од 1348. до 1374. године од преминуо је велик број становника. Решење за овакво стање било је; обуставити трговину са другим крајевима, поготово с истоком, одакле је куга најчешће и долазила (што би за развој самога града било погубно), или увести одређене противепидемијске мере које би истовремено омогућавала слободну трговину и заштиту од куге и других зараза.
Решење је нађено у томе, што је 27. јула 1377. године власт у Дубровнику увела обавезни карантин за све особе које су долазиле у овај град из заражених крајева. Та одредба, под називом „Либер виридис“ (лат.  налази се у једној од градских уредни сачуваној у архиви Дубровника.
По овој уредби све особе из заражених места морале су пре уласка у град морале су да бораве најмање 30, а касније и 40 дана, на за то градском уредбом одређеним местима, карантинима или лазаретима како би се проверило да ли ће се код њих развити болест.
Карантини су се прво налазили у; Цавтату, на оближњим острвима Мркан, Бобари и Светом Петру. Од 1430. године налазио се на Данчама крај „врата Дубровника“, а касније на острву Локруму наспрам Дубровника. Године 1590. године премештен је крај „врата од Плоча“, где се и данас налазе сачувани објекти.
Уколико би куга, којим случајем ипак пројавила на подручје Дубровачке републике, она не би прешла у сам град, јер су се по сазнању за болест, врата града одмах затварала и улаз у Дубровник био је онемогућен било коме из околине где је харала куга, под претњом смрћу.
Ако би се куга или друга заразна болест јавила прво у граду, исељавано је становништво из града, а до завршетка епидемије Дубровник је чувало 10 патриција. Онај за кога би се утврдило да је унео кугу у Дубровник или другу заразну болест, био је најоштрије кажњен, тако да и смртна казна у за клицоношу није била реткост.